# ويليام إليوت (سياسي كندي، مواليد 1775)
ويليام إليوت هو سياسي كندي، (ولد عام 1775  م).